# 快報 (香港)
《快報》（英語：Express／Express News）是香港已停刊的報紙，於1963年3月1日創刊。1995年12月16日《快報》疑因報業減價戰而第一次停刊，至1998年3月16日再度停刊。當時由星島報業董事長胡仙佔大股份而創辦的報紙，但名義上它並不屬於星島報業。
現時仍然出版的兒童雜誌《兒童快報》曾經是隨星期五《快報》附送的刊物，後來才獨立成一份雜誌。

## 歷史記事
1991年，南華傳媒從胡仙手中購得控制股權。
1992年，《快報》記者梁慧珉採訪中共十四大期間被指洩漏國家機密，於10月15日凌晨遭拘捕，一個月後獲釋。
1995年末，受報業減價戰影響，《快報》於1995年12月16日第一次停刊，隨報附送的《突然一周》首期便告夭折。同年停刊的報張還有：《華僑日報》、《電視日報》、《香港聯合報》、《逍遙派》及《華南經濟新聞》。
停刊10個月後，《快報》於1996年10月28日復刊，改革原先形像及報章內容，總編輯林平衡強調採用精兵簡政的辦報方針，以政治、經濟及馬經為主要路線。不過復刊僅一年半時間，至1998年3月16日再度停刊。